# Waiheke
Waiheke je jedenáctý největší ostrov Nového Zélandu. Nachází se v zálivu Hauraki u severního pobřeží Severního ostrova, má rozlohu 92 km² a žije na něm okolo deseti tisíc obyvatel. Největším sídlem je Oneroa. Přístav Matiatia je spojen trajektem s největším novozélandským městem Aucklandem, plavba trvá půl hodiny.
Název ostrova je odvozen od maorského slova pro kaskády, místní vodopády však bývají po většinu roku vyschlé. Ostrov je kopcovitý, nejvyšší vrchol Maunganui má 231 m n. m.. Typickou rostlinou je železnec ztepilý. Díky příjemnému subtropickému podnebí s 2100 hodinami slunečního svitu ročně, množství pláží vhodných pro provozování vodních sportů a ležérnímu životnímu stylu je Waiheke oblíbenou rekreační oblastí. Zdejší malebné scenérie a klid na práci lákají na ostrov také množství výtvarných umělců. Průvodce Lonely Planet zařadil Waiheke mezi nejlepší destinace na světě.
Velkou část ostrova zaujímají vinice. Pěstuje se převážně Cabernet Sauvignon, Rulandské modré, Syrah, Chardonnay a Sauvignon.